# محمد بن معاوية بن الأحمر الأندلسي
ابن الأحمر أبو بكر محمد بن معاوية بن عبد الرحمن بن معاوية بن إسحاق بن عبد الله بن معاوية بن هشام بن عبد الملك بن مروان بن الحكم، من رواة الحديث وهو ثقة، يعد محدث الأندلس ومسندها. توفي في رجب سنة ثمان وخمسين وثلاثمائة وقد قارب التسعين.

## روايته للحديث
- سمع من: عبيد الله بن يحيى بن يحيى وغيره، وارتحل سنة خمس وتسعين فسمع من أبي خليفة الجمحي بالبصرة، ومن إبراهيم بن شريك ومحمد بن يحيى المروزي، وجعفر الفريابي ببغداد، وأبي عبد الرحمن النسائي وأبي يعقوب المنجنيقي بمصر.
- روى عنه: محمد بن عبد الله بن حكم، ومحمد بن إبراهيم بن سعيد، وجماعة آخرهم موتا عبد الله بن ربيع، ويونس بن عبد الله بن مغيث.